# Svalbard (Det Gyldne Kompas)
Svalbard er et fiktiv ø nordpå, i Philip Pullman trilogi Det gyldne kompas. Det er der hvor panserbjørnene bor. Deres konge er først bjørnen Iofur Raknison og senere Iorek Byrnison. Øen er også bosted for "Disciplinærkommissionen"s forskningscenter, kaldet Bolvangar.
Svalbard er baseret på den norske øgruppe langt mod nord af samme navn. Og den huser også isbjørne.